# 花房重信
花房 重信（はなふさ しげのぶ、生没年不詳）とは、江戸時代の浮世絵師。

## 来歴
師系・経歴不明。作に「遊女と犬」、「物見窓の若衆とめりやす本を持つ美人」の2点が知られており、いずれも中判の錦絵である。作画期は明和の頃で画風は鈴木春信風とされる。